# Gloucesterská katedrála
Gloucesterská katedrála, oficiálně katedrála sv. Petra a Nejsvětější a nedělitelné Trojice, je katedrála Anglikánské církve na severním okraji anglického města Gloucester poblíž řeky. Jejím předchůdcem bylo opatství svatého Petra, založené roku 678 nebo 679. Točil se zde film Harry Potter a Kámen mudrců.

## Historie
Základy současné katedrály byly položeny za opata Serla (1072 až 1104), který se později stal jejím prvním děkanem. 

## Popis
Základním slohem katedrály je normanský sloh s doplňky v různých stylech anglické gotické architektury. Je dlouhá 126 m a široká 43,5 m s nádhernou centrální věží pocházející z 15. století, která se vypíná do výšky 67,5 m a je korunována čtyřmi elegantními věžičkami. Hlavní chrámová loď je normanská stavba s raně gotickou střechou. Krypta je jednou ze čtyř půlkruhových katedrálních krypt v Anglii. Jižní krytý vstup je postaven v perpendikulárním slohu, se zdobeným stropem, podobně jako severní příčná chrámová loď. Kruchta se vyznačuje perpendikulárním slohem navršeným na původní normandský.
Katedrála mimo jiné obsahuje mozaikové okno s prvním vyobrazením golfu, které pochází z roku 1350. Je zde i řezba lidí hrajících míčovou hru, která je považována za jednu z prvních maleb středověkého fotbalu.
Nejzajímavějším památníkem je baldachýnová hrobka Eduarda II., který byl zavražděn v nedalekém hradu Berkeley. Z příjmů od poutníků k tomuto hrobu byla vyzdobena tato hrobka i její bezprostřední okolí. V nedaleké kapli je umístěn i náhrobek Roberta Curthose, nejstaršího syna Viléma I. a velkého mecenáše opatství.

## Filmová a televizní lokace
Katedrála byla využita jako místo natáčení pro filmů a televizních pořadů, včetně: prvního, druhého a šestého dílu Harryho Pottera; epizod seriálu Pán času s názvy Další doktor a The Fugitive of the Judoon; seriálu V kruhu koruny; Wolf Hall; speciální epizody seriálu Sherlock s názvem The Abominable Bride; filmu Marie, královna skotská; a všech tří adaptací série Válka růží – Bílá královna, Bílá princezna a Španělská princezna.